# Coupe d'Italie de rugby à XV 2014-2015
Navigation
Trofeo Eccellenza 2013-2014 Trofeo Eccellenza 2015-2016
La Coupe d'Italie de rugby à XV 2014-2015 oppose les équipes italiennes du Championnat d'Italie de rugby à XV, moins FemiCZ Rovigo qui participe à l'European Rugby Challenge Cup 2014-2015. Cette compétition a été remodelée par la Fédération italienne de rugby à XV pour permettre aux clubs ne disputant pas l'European Rugby Challenge Cup de rester en activité. Ce mini-championnat est composé de trois groupes de trois équipes dont les vainqueurs et un repêché s'opposent à l'occasion de demi-finales, puis d'une finale.

## Groupe A

### Classement
| Rang | Club            | J | V | N | D | Bo | Bd | Pm | Pe | Diff | Pts |
| ---- | --------------- | - | - | - | - | -- | -- | -- | -- | ---- | --- |
| 1    | Rugby Calvisano | 2 | 2 | 0 | 0 | 1  | 0  | 82 | 16 | +66  | 9   |
| 2    | Rugby Viadana   | 2 | 1 | 0 | 1 | 1  | 0  | 51 | 45 | +6   | 5   |
| 3    | Cavalieri Prato | 2 | 0 | 0 | 2 | 0  | 0  | 20 | 92 | -72  | 0   |

|  | Qualifié pour les demi-finales (no 1) |

### Détails des matchs
L'équipe qui reçoit est indiquée dans la colonne de gauche.
| Clubs             | VIA   | CAL   | ICA  |
| ----------------- | ----- | ----- | ---- |
| Rugby Viadana     |       | 13-28 | -    |
| Cammi Calvisano   | -     |       | 54-3 |
| I Cavalieri Prato | 17-38 | -     |      |

|  | Victoire à domicile |  | Match nul |  | Défaite à domicile |

## Groupe B

### Classement
| Rang | Club            | J | V | N | D | Bo | Bd | Pm | Pe | Diff | Pts |
| ---- | --------------- | - | - | - | - | -- | -- | -- | -- | ---- | --- |
| 1    | Mogliano SSD    | 2 | 2 | 0 | 0 | 1  | 0  | 56 | 27 | +29  | 9   |
| 2    | Petrarca Padoue | 2 | 1 | 0 | 1 | 1  | 1  | 65 | 49 | +16  | 6   |
| 3    | San Donà        | 2 | 0 | 0 | 2 | 0  | 0  | 27 | 72 | -45  | 0   |

|  | Qualifié pour les demi-finales (no 1) |
|  | Repêché pour les demi-finales (no 2)  |

### Détails des matchs
L'équipe qui reçoit est indiquée dans la colonne de gauche.
| Clubs             | PAD   | MOG   | SAN  |
| ----------------- | ----- | ----- | ---- |
| Petrarca Padoue   |       | 24-25 | -    |
| Marchiol Mogliano | -     |       | 31-3 |
| M-Three San Donà  | 24-41 | -     |      |

|  | Victoire à domicile |  | Match nul |  | Défaite à domicile |

## Groupe C

### Classement
| Rang | Club           | J | V | N | D | Bo | Bd | Pm | Pe | Diff | Pts |
| ---- | -------------- | - | - | - | - | -- | -- | -- | -- | ---- | --- |
| 1    | Fiamme Oro     | 2 | 2 | 0 | 0 | 1  | 0  | 75 | 24 | +51  | 9   |
| 2    | L'Aquila Rugby | 2 | 1 | 0 | 1 | 0  | 0  | 42 | 79 | -37  | 4   |
| 3    | SS Lazio       | 2 | 0 | 0 | 2 | 0  | 1  | 36 | 50 | -14  | 1   |

|  | Qualifié pour les demi-finales (no 1) |

### Détails des matchs
L'équipe qui reçoit est indiquée dans la colonne de gauche.
| Clubs          | FIA   | AQU   | LAZ   |
| -------------- | ----- | ----- | ----- |
| Fiamme Oro     |       | 53-14 | -     |
| L'Aquila Rugby | -     |       | 28-26 |
| SS Lazio       | 10-22 | -     |       |

|  | Victoire à domicile |  | Match nul |  | Défaite à domicile |

## Phase finale

### Tableau
|  | Demi-finales      | Demi-finales      |                 |    | Finale          | Finale          |
|  | Demi-finales      | Demi-finales      |                 |    | Finale          | Finale          |
|  |                   |                   |                 |    |                 |                 |
|  | 13 décembre 2014  | 13 décembre 2014  |                 |    | 21 février 2015 | 21 février 2015 |
|  | 13 décembre 2014  | 13 décembre 2014  |                 |    | 21 février 2015 | 21 février 2015 |
|  | Cammi Calvisano   | 25                |                 |    | 21 février 2015 | 21 février 2015 |
|  | Cammi Calvisano   | 25                |                 |    | 21 février 2015 | 21 février 2015 |
|  | Petrarca Padoue   | 0                 |                 |    | 21 février 2015 | 21 février 2015 |
|  | Petrarca Padoue   | 0                 | Cammi Calvisano | 28 |                 |                 |
|  | 13 décembre 2014  |                   | Cammi Calvisano | 28 |                 |                 |
|  |                   | Marchiol Mogliano | 11              |    |                 |                 |
|  | Fiamme Oro        | Marchiol Mogliano | 11              | 26 |                 |                 |
|  | Fiamme Oro        |                   |                 | 26 |                 |                 |
|  | Marchiol Mogliano | 27                |                 |    |                 |                 |
|  | Marchiol Mogliano | 27                |                 |    |                 |                 |

### Demi-finales
| 13 décembre 2014 15 h 00 | Cammi Calvisano | 25 - 0 (10 - 0) | Petrarca Padoue | Proni Stadium, Calvisano 700 spectateurs Arbitre : Liperini |
| 13 décembre 2014 15 h 00 |                 |                 |                 | Proni Stadium, Calvisano 700 spectateurs Arbitre : Liperini |
| 13 décembre 2014 15 h 00 |                 |                 |                 | Proni Stadium, Calvisano 700 spectateurs Arbitre : Liperini |

| 13 décembre 2014 15 h 00 | Fiamme Oro | 26 - 27 (19 - 24) | Marchiol Mogliano | Caserma S. Gelsomini, Rome 400 spectateurs Arbitre : Passacantando |
| 13 décembre 2014 15 h 00 |            |                   |                   | Caserma S. Gelsomini, Rome 400 spectateurs Arbitre : Passacantando |
| 13 décembre 2014 15 h 00 |            |                   |                   | Caserma S. Gelsomini, Rome 400 spectateurs Arbitre : Passacantando |

### Finale
| 21 février 2015 15 h 00 | Cammi Calvisano | 28 - 11 (25 - 6) | Marchiol Mogliano | Stadio XXV Aprile, Parme 700 spectateurs Arbitre : Rizzo |
| 21 février 2015 15 h 00 |                 |                  |                   | Stadio XXV Aprile, Parme 700 spectateurs Arbitre : Rizzo |
| 21 février 2015 15 h 00 |                 |                  |                   | Stadio XXV Aprile, Parme 700 spectateurs Arbitre : Rizzo |